# 望山站
望山站是一个大郑线上的铁路车站，位于中国辽宁省黑山县大虎山乡，建于1990年，目前为五等站，邮政编码为121406。目前客运：仅办理通勤职工乘降；不办理其他客、货运营业。